# روتزلبرگ
روتزلبرگ (به آلمانی: Rothselberg) یک شهر در آلمان است که در Lauterecken-Wolfstein واقع شده‌است. روتزلبرگ ۷۲۳ نفر جمعیت دارد.